# Мыт (болезнь)
Мыт — острая инфекционная болезнь лошадей, известная также как Coryza contagiosa equorum.
Возбудителем является мытный стрептококк (Streptococcus equi). Его можно обнаружить в носовом истечении и абсцессах. в организме больной лошади мытный стрептококк находится только в невскрытых абсцессах. В истечениях из носа он обнаруживается в сочетании с другими микроорганизмами, в частности с гнойным стрептококком. Инкубационный период длится от 3 до 14 дней, возбудитель распространяется по крови и лимфе животного.
Распространена повсеместно, чаще — в странах с умеренным и холодным климатом, на территории СССР регистрировалась спорадически.
Источник возбудителя инфекции — больные или переболевшие лошади, факторы передачи — корма, вода, отходы, кормушки и стены помещений, загрязнённые гноем и носовым секретом больных лошадей. Эпизоотии мыта преимущественно наблюдают поздней осенью, зимой и ранней весной.
Течение болезни чаще острое. Если мытный стрептококк проник в кровь, возникают метастатичесикие абсцессы в лёгких и других паренхиматозных органах. Развивается мытный сепсис.
Типовая форма мыта характеризуется лихорадкой, угнетением, вялостью, снижением аппетита, увеличением подчелюстных лимфатических узлов и появлением в них абсцессов.
Диагноз ставят по патологическим данным, клинической картине и результатам лабораторного исследования.
При вскрытии лошадей, павших от мыта, отмечают гнойно-катаральное воспаление слизистой оболочки носовой полости, глотки, придаточных полостей головы. В лимфатических узлах и внутренних органах грудной и брюшной полостей, в головном и спинном мозге, в вымени обнаруживают различной величины гнойные очаги, наполненные густым сливкообразным гноем. Отмечают также наличие перикардита, плеврита и перитонита.
Больных лошадей изолируют и лечат антибиотиками. Организуют строгий индивидуальный режим, кормление и водопой животных. Помещение, предметы ухода за лошадьми, сбрую, кормушки тщательно дезинфицируют.
После переболевания мытом у лошади возникает длительный и прочный иммунитет.